# آندرداگس
آندرداگس یا بازنده‌ها (انگلیسی: The Underdoggs) یک فیلم کمدی ورزشی آمریکایی محصول سال ۲۰۲۴ به کارگردانی چارلز استون سوم و نویسندگی دنی سگال و آیزاک شامیس است. در این فیلم اسنوپ داگ، تیکا سامپتر، اندرو شولز، مایک اپس، کال پن، کندی بوروس و جرج لوپز به ایفای نقش پرداخته‌اند.
در ابتدا قرار بود این فیلم در ۲۰ اکتبر ۲۰۲۳ در سینماها اکران شود، اما تاریخ اکران بعداً به ۲۶ ژانویه ۲۰۲۴ تغییر یافت. در دسامبر ۲۰۲۳، اعلام شد که این فیلم از اکران در سینماها خارج می‌شود و در آن تاریخ در پاسخ به کاهش فیلم‌های کمدی با رتبه R که در تابستان آن سال به خوبی در گیشه قرار گرفتند، مستقیماً در آمازون پرایم ویدئو منتشر شد.

## داستان
داستان فیلم دربارهٔ جیسن جنینگز، یک بازیکن سابق NFL است که به منظور جلوگیری از ورود به زندان، تصمیم می‌گیرد با مربیگری یک تیم فوتبال جوانان موافقت کند. او با توجه به تلاش برای بازگشت به حرفه‌اش، در دنیای تیم فوتبال جوانان قدم می‌گذارد و با مشکلات و چالش‌هایی روبرو می‌شود که این تیم را تا به امروز ندیده‌است.

## تولید
فیلمبرداری در آتلانتا، جورجیا در ۲۶ سپتامبر ۲۰۲۲ آغاز شد و به مدت هفت هفته فیلمبرداری شد.

## بازخوردها
در متاکریتیک، که از میانگین وزنی استفاده می‌کند، بر اساس ۹ منتقد، امتیاز ۳۹ از ۱۰۰ را به فیلم اختصاص داد که نشان دهنده نقدهای «عموماً نامطلوب» است.